# Troilo Malipiero
Troilo Malipiero (Venezia, 21 novembre 1770 – Venezia, 2 ottobre 1829) è stato uno scrittore e filosofo italiano.

## Biografia
Nacque da Angelo di Troilo e da Emilia Fracassetti. Entrambi i genitori erano patrizi: il padre proveniva dalla storica casata dei Malipiero (ramo "delle Procuratie Vecchie"), mentre la madre apparteneva a una famiglia di mercanti bergamaschi nobilitata nel 1704.
Nel 1808 il Malipiero dichiarava di abitare in un palazzo a Santa Maria Zobenigo (ereditato dal padre dopo l'estinzione di un'altra linea della famiglia), cui si aggiungevano quattro botteghe nei centralissimi quartieri di Rialto e San Moisè; altre cinque case si trovavano tra Santa Margherita, San Gregorio e San Martino.
Il 17 febbraio 1796 esordì in politica con l'elezione a savio agli Ordini. Il 23 gennaio 1797 divenne provveditore alle Pompe, ma non riuscì a prendere possesso della carica a causa della caduta della Repubblica, il 12 maggio successivo. A questo punto, il Malipiero lasciò la vita pubblica per dedicarsi alla scrittura. Fu un autore poliedrico, capace di spaziare dall'attualità politica alla letteratura e alla tragedia di ambito neoclassico.
La prima opera pubblicata (1794) è il saggio di matematica Dimostrazione sulla triplicazione e trisezione dell'angolo effettuato colla retta e col cerchio, ma più tardi si cimentò nella filosofia presentando l'opuscolo Saggio sugli sforzi della passione nell'intelletto e su' di lei effetti nel cuore (1796), in cui sostiene di moderare il razionalismo perché nell'animo umano esso convivi in armonia con le passioni. 
Questa idea, in contrasto con quanto asserito da Jean-Jacques Rousseau, fu ribadita ne La felicità della nazione realizzata dal politico e dal sovrano, uno dei suoi primi scritti politici (1798). In questo lavoro il Malipiero prese in esame la tendenza allo sfarzo di una parte della società, analizzando come i governi avessero reagito al fenomeno in epoche diverse. Nell'opera emerge la condanna al lusso sfrenato, ma anche all'appiattimento estremo dettato da rivoluzionari e giacobini.
Lo stesso pensiero moderato è ripreso nel Trionfo della ragione ossia Confutazione del sistema del contratto sociale di Gian Giacomo Rousseau (1801, ristampato nel 1818, senza grosse variazioni, come  Il trionfo della verità nella difesa dei diritti del trono ossia Confutazione del contratto sociale). Qui il Malipiero cercò di dimostrare come la migliore forma di governo non fosse la democrazia, ma la monarchia.
La sua linea antirivoluzionaria fu affermata anche nel 1797, quando si tenne distante dagli organi della Municipalità istituita sul modello francese. Accolse perciò con favore l'arrivo degli Austriaci, come dimostrano il Testamento della spirata libertà cisalpina (1799) e l'annesso sonetto Confronto fra il genio della Romana Repubblica e quello dell'Austria.
Di grande importanza è quanto emerge nella Voce della verità, una memoria autografa inviata al governatore austriaco Mailath von Székhely all'indomani del suo insediamento a Venezia, nel 1801. Nell'opera, divisa in capitoli dedicati ai problemi dell'amministrazione asburgica (polizia, zecca, commercio, diritto ecc.), il Malipiero si chiede quale dovesse essere il criterio di scelta per la nuova classe dirigente veneziana. Dimostrandosi critico nei confronti degli ex funzionari della Repubblica di Venezia (ceto a cui lui stesso apparteneva), nominati non in base ai meriti, ma per favoritismo, auspicava di non concedere spazio a coloro che vivevano nel lusso, poiché entravano in politica solo per il proprio tornaconto, e soprattutto verso i trasformisti che cambiavano opinioni con l'avvicendarsi delle amministrazioni. 
Con questo lavoro anticipò le scelte del governo austriaco che, in effetti, estromise il patriziato dalla vita politica e assegnando le cariche amministrative a personalità lombarde o delle province ereditarie.
Si dedicò, con un certo successo, anche alla stesura di tragedie, a tema biblico, storico o mitologico, che potessero presentare allo spettatore esempi da seguire o da evitare. Tra queste Il sacrifizio di Abramo (senza luogo né data), Camillo (1808), Prometeo ossia La prodigiosa civilizzazione delle genti (1814), Medea (1818).
Altre opere degne di nota sono La bottega del caffè. Quadro critico morale (1810), Lo scultore e la luce, azione mitologica in apoteosi del cav. Canova (senza luogo né data), Il conte Ugolino in fondo alla torre di Pisa. Sciolti (1813), Atabiba ed Huascar. Azione tragica di spettacolo (1821), La Verità nello spirito dei tempi e nel nuovo carattere di nostra età (sul congresso di Verona del 1822, senza luogo né data), Zanghira e Lemanza. Quadro poetico nelle nozze Malipiero - Martinengo dalle Palle (1828), Elogio di Giovanni II del mr. co. Martinengo dalle Palle (1828), Descrizione della Montagna ov'è la chiesa della Madonna della Corona nelle alture di Montebello (1828).
Nel 1819 fu confermato nobile dell'Impero austriaco, assieme ai figli Angelo e Angela, nati dal matrimonio con Contarina di Vincenzo Pisani (1799).